# 冉德升
冉德升（？—?），字下之、號芝房，四川夔州府東鄉縣（今宣汉县）人。明朝政治人物。

## 生平
十月二十六日生，治诗经。万历十九年（1591年）辛卯科鄉試第十名舉人，二十三年（1595年）登乙未科會試第二百二十六名，廷試二甲第二十八名进士，工部觀政，二十四年授南户部湖廣司主事，二十六年升本部貴州司郎中，歴任貴州副使，三十四年二月升参政，三十四年十二月京察以浮躁降三级，三十七年八月降補雲南右參議，升本省副使。四十五年再降为本省佥事。四十六年十二月为南京科道糾劾去職。

## 家族
曾祖冉賢，庠生。祖冉大謨，监生。父冉漳，泗州同知、崇祀乡贤。前母譚氏，母黎氏。慈侍下。兄德寧（邛州學正）、德柄（蜀府奉祀）、德茂（綿州训导）、德初（儒官）、德修（选贡、見任湖廣石門縣知縣）。弟德新（庠生）。娶楊氏。